# Богомоев, Александр Павлович
Алекса́ндр Па́влович Богомо́ев (род. 17 ноября 1989) — российский борец вольного стиля, трёхкратный чемпион России, чемпион I Европейских игр, чемпион Европы.

## Биография
С детства занимался футболом, затем с 5 класса увлёкся вольной борьбой. Тренировался под руководством Валерия Иванова. Дважды финалист Иркутского областного Сурхарбаана по бурятской национальной борьбе «бухэ барилдаан».
Окончил факультет физической культуры, спорта и туризма Бурятского государственного университета.
Обучался на агрономическом факультете Иркутской государственной сельскохозяйственной академии.
В феврале 2020 года на чемпионате континента в итальянской столице, в весовой категории до 61 кг Александр в схватке за чемпионский титул победил спортсмена из Грузии Беку Ломтадзе и завоевал золотую медаль европейского первенства.

### Семья
Приёмные родители — Валерий Васильевич Абзаев и Александра Сергеевна Абзаева. У Александра было трудное детство, он рос без отца. Одноклассница Женя Абзаева позвала его в свою семью. Валерий Абзаев — мастер спорта по трём видам (самбо, вольной, классической борьбе) и чемпион по бурятской национальной борьбе бухэ барилдаан, стал для Богомоева первым тренером. Есть младшая сестра Виктория.
В ноябре 2018 года девушка Александра Богомоева, а ныне супруга Богомоева Алена, родила ему сына Артёма.

## Спортивные достижения
- Чемпионат Европы по борьбе 2020 —
- Гран-при Иван Ярыгин 2020 —
- Гран-при Дмитрий Коркин 2019 —
- Гран-при Иван Ярыгин 2018 —
- Чемпионат России по вольной борьбе 2016 —
- Гран-при Иван Ярыгин 2016 —
- Европейские Игры 2015 —
- Чемпионат России по вольной борьбе 2015  —
- Гран-при Иван Ярыгин 2015 —
- Чемпионат России по вольной борьбе 2014  —
- Гран-при Иван Ярыгин 2013 —
- Гран-при Иван Ярыгин 2012 —
- Чемпионат России по вольной борьбе 2012  —
- Гран-при Иван Ярыгин 2011 —
- Чемпионат России по вольной борьбе 2011  —